# John Clark (futbolista)
John Clark (Chapelhall, Escocia; 13 de marzo de 1941 – 23 de junio de 2025) fue un jugador y entrenador de fútbol escocés que jugó en la posición de lateral izquierdo.

## Carrera

### Club
| Periodo   | Club               | Apariciones | Goles |
| --------- | ------------------ | ----------- | ----- |
| 1958–1971 | Celtic FC          | 182         | 1     |
| 1971–1973 | Greenock Morton FC | 54          | 0     |

### Selección nacional
Jugó para Escocia en cuatro ocasiones de 1966 a 1967 sin anotar goles.

### Entrenador
| Periodo   | Club           |
| --------- | -------------- |
| 1984–1985 | Cowdenbeath FC |
| 1986      | Stranraer FC   |
| 1987–1992 | Clyde FC       |

## Logros

### Club
- Liga Premier de Escocia (6): 1965–66, 1966–67, 1967–68, 1968–69, 1969–70, 1970–71
- Copa de Escocia (4): 1964–65, 1966–67, 1968–69, 1970–71
- Copa de la Liga de Escocia (5): 1965–66, 1966–67, 1967–68, 1968–69, 1969–70
- UEFA Champions League (1): 1966-67[5]

### Individual
- Miembro del Salón de la Fama del Fútbol Escocés en 2017.